# Verwaltungskreis Frutigen-Niedersimmental
Der Verwaltungskreis Frutigen-Niedersimmental im Kanton Bern wurde auf den 1. Januar 2010 gegründet. Er gehört zur Verwaltungsregion Oberland und umfasst 13 Gemeinden auf 773,63 km² mit zusammen 41'420 Einwohnern (Stand: 31. Dezember 2023).

## Regierungsstatthalter
- Derzeitige Regierungsstatthalterin ist Ariane Nottaris (SVP).[2]

## Gemeinden
| Wappen                   | Name der Gemeinde        | Einwohner (31. Dezember 2023) | Fläche in km² | Einwohner pro km² |
| ------------------------ | ------------------------ | ----------------------------- | ------------- | ----------------- |
| Adelboden                | Adelboden                | 3'410                         | 87,62         | 39                |
| Aeschi bei Spiez         | Aeschi bei Spiez         | 2'356                         | 30,99         | 76                |
| Därstetten               | Därstetten               | 859                           | 32,84         | 26                |
| Diemtigen                | Diemtigen                | 2'279                         | 129,94        | 18                |
| Erlenbach im Simmental   | Erlenbach im Simmental   | 1'743                         | 36,69         | 48                |
| Frutigen                 | Frutigen                 | 7'068                         | 72,28         | 98                |
| Kandergrund              | Kandergrund              | 821                           | 32,09         | 26                |
| Kandersteg               | Kandersteg               | 1'308                         | 134,31        | 10                |
| Krattigen                | Krattigen                | 1'155                         | 6,00          | 193               |
| Oberwil im Simmental     | Oberwil im Simmental     | 838                           | 46,06         | 18                |
| Reichenbach im Kandertal | Reichenbach im Kandertal | 3'723                         | 125,76        | 30                |
| Spiez                    | Spiez                    | 13'190                        | 16,70         | 790               |
| Wimmis                   | Wimmis                   | 2'670                         | 22,35         | 119               |
| Total (13)               | Total (13)               | 41'420                        | 773,63        | 54                |

Die Gemeinden stammen aus den bisherigen Amtsbezirken
- Frutigen (7 von 7) und
- Niedersimmental (6 von 9)